# 미키 쿤
시어도어 매튜 마이클 쿤 주니어(Theodore Matthew Michael Kuhn Jr. , 1932년 9월 21일 ~ 2022년 11월 20일)은 미국의 배우이다.

## 출연 작

### 영화
- 댓츠 마이 보이 (1951년)
- 욕망이라는 이름의 전차 (1951년)
- 부러진 화살 (1950년)
- 붉은 강 (1948년)
- 마법의 도시 (1947년)
- 쓰리 리틀 걸스 인 블루 (1946년)
- 마사 아이버스의 위험한 사랑 (1946년)
- 딕 트레이시 (1945년)
- 브룩클린의 나무 성장 (1945년)
- 유아레즈 (1939년)
- 바람과 함께 사라지다 (1939년)